# Krajowa Partia Emerytów i Rencistów
Krajowa Partia Emerytów i Rencistów (KPEiR) – polska partia polityczna o lewicowym programie, która opowiada się m.in. za zmniejszeniem długu publicznego oraz walką z monopolami. Nadrzędnym celem partii jest obrona ludzi starszych, emerytów, rencistów i osób niepełnosprawnych przed obniżaniem poziomu życia i degradacją społeczną.
Przewodniczącymi partii byli kolejno Zenon Rumiński (1994–1998), Tomasz Mamiński (1998–2012), Tadeusz Staniewski (p.o.; 2012, 2012–2014) i Wojciech Kornowski (p.o.; 2012). Od 2014 liderem partii jest po raz drugi Tomasz Mamiński.

## Historia Krajowej Partii Emerytów i Rencistów

### Geneza
W drugiej połowie 1991 w Polsce zaczęły powstawać niezależnie partie zrzeszające emerytów i rencistów. Do końca 1993 funkcjonowało 7 dużych podmiotów. 20 listopada 1993 cztery największe – Polska Partia Emerytów i Rencistów w Bydgoszczy, Polska Partia Ochrony Emerytów i Rencistów w Łodzi, Polska Partia Emerytów i Rencistów „Jedność” w Koninie oraz Partia Emerytów i Rencistów w Koszalinie – zawarły porozumienie dotyczące ich zjednoczenia. Kongres zjednoczeniowy odbył się w dniach 4–5 czerwca 1994 w Przysieku.

### 1995
W wyborach prezydenckich w 1995 partia poparła Tadeusza Zielińskiego (rzecznika praw obywatelskich, kandydata Unii Pracy).

### 1997
Liderami KPEiR w 1997 byli (według ogólnopolskiej listy kandydatów na posłów): Zenon Rumiński (szef partii), Jerzy Marek, Lucjan Patyk, Tomasz Mamiński i Eugeniusz Demski. W początkowym okresie swojego istnienia KPEiR postrzegana była jako organizacja wspierająca SLD (tzw. partia władzy drugiego typu), co doprowadziło do powstania konkurencyjnej, prawicowej „partii emeryckiej” pod nazwą Krajowe Porozumienie Emerytów i Rencistów Rzeczypospolitej Polskiej. Przed wyborami do KPEiR dołączyło dwóch byłych posłów prawicy: Tadeusz Gąsienica-Łuszczek (wybrany z listy KPN) i Paweł Saar (wybrany z listy BBWR). W wyborach parlamentarnych 21 września 1997 KPEiR (komitet wyborczy zarejestrowany we wszystkich 52 okręgach wyborczych) uzyskała 284 826 głosów, tj. 2,18% poparcia i nie weszła do parlamentu.

### 1998
Nowym przewodniczącym partii został Tomasz Mamiński. W wyborach samorządowych 11 października 1998 partia KPEiR zawarła porozumienie wyborcze z PSL i UP, pod nazwą Przymierze Społeczne.

### 2000
W 2000 KPEiR współpracowała z nowo powstałą Polską Unią Gospodarczą. W wyborach prezydenckich poparła ubiegającego się o reelekcję Aleksandra Kwaśniewskiego.

### 2001
Wybory parlamentarne w 2001 przyniosły pierwszy sukces – szef partii Tomasz Mamiński został posłem z listy koalicji SLD-UP, a ponadto KPEiR otrzymała z budżetu państwa jednorazową dotację podmiotową w wysokości 1 889 650,14 zł oraz coroczną subwencję na działalność statutową (2002 – 704 982 zł; 2003 – 1 007 117 zł; 2004 – 1 973 409 zł; 2005 – 1 973 409 zł).

### 2002
Jednak już w 2002 poseł Tomasz Mamiński został wykluczony z klubu SLD. W efekcie KPEiR wystartowała samodzielnie w wyborach samorządowych 27 października 2002 i zdobyła 127 299 głosów, tj. 1,14% poparcia, nie uzyskując mandatów w sejmikach województw. Niespodziewanie w odbywających się jednocześnie wyborach na prezydenta miasta stołecznego Warszawy Tomasz Mamiński poparł kandydata PO – Andrzeja Olechowskiego, który odpadł już w pierwszej turze wyborów.

### 2004
W wyborach do Parlamentu Europejskiego 13 czerwca 2004 KPEiR współtworzyła porozumienie wyborcze pod nazwą Koalicyjny Komitet Wyborczy KPEiR-PLD, na który głosowało 48 667 wyborców, czyli 0,8% elektoratu.

### 2005
W wyborach parlamentarnych w 2005, po zerwaniu krótkotrwałego sojuszu z Samoobroną RP, KPEiR założyła własny komitet wyborczy, który został jednak rozwiązany. Ostatecznie partia wystartowała z list Ogólnopolskiej Koalicji Obywatelskiej.

### 2006
W wyborach samorządowych w 2006 KPEiR w większości województw zblokowała swoje listy wyborcze z PO i PSL. W skali kraju zdobyła 358 708 głosów, tj. 2,97% poparcia i nie uzyskała mandatów w sejmikach województw. Otrzymała jednak 7 mandatów radnych (2 radnych powiatowych i 5 radnych gminnych). W kadencji 2006–2010 na podstawie porozumienia z PO w zarządzie województwa pomorskiego zasiadała działaczka KPEiR Krystyna Pajura (odwołano ją w styczniu 2010 po zmianie marszałka; pod koniec tej kadencji z partią związała się radna sejmiku pomorskiego wybrana z listy Samoobrony RP Barbara Błaszkowska).

### 2007
W wyborach parlamentarnych w 2007 KPEiR założyła własny komitet wyborczy, jednak wycofała się z udziału w wyborach i nie udzieliła oficjalnego poparcia innym partiom.

### 2009
W wyborach do Parlamentu Europejskiego w 2009 kandydaci KPEiR wystartowali z list koalicji SLD-UP, jednak nie uzyskali oni żadnego z 7 mandatów eurodeputowanych, które przypadły komitetowi.

### 2010
W wyborach samorządowych w 2010 KPEiR wystawiła listy do sejmików w 13 województwach, uzyskując łącznie 1,82% głosów, co było 5. wynikiem w skali kraju. Partia nie osiągnęła w żadnym województwie progu wyborczego, a najlepszy wynik uzyskała w województwach: pomorskim (4,14%), lubuskim (3,96%) i łódzkim (3,05%). KPEiR zdobyła także 5 mandatów w radach gmin oraz 1 w radach miast.

### 2011
22 marca 2011 KPEiR podpisała porozumienie o wspólnym starcie w wyborach parlamentarnych tym samym roku z Partią Regionów oraz Stowarzyszeniem Demokratycznym (przeciwną przewodnictwu Pawła Piskorskiego częścią Stronnictwa Demokratycznego). Ostatecznie jednak do wspólnego startu nie doszło, a KPEiR zawarła porozumienie z Sojuszem Lewicy Demokratycznej. Wielu członków KPEiR, m.in. sekretarz generalny partii Tadeusz Staniewski oraz były minister budownictwa Andrzej Aumiller, znalazło się na listach tego ugrupowania. Jeden z wiceprzewodniczących KPEiR Sławomir Słomka został z kolei kandydatem partii Polska Jest Najważniejsza. Nieoficjalnie niektórzy działacze KPEiR znaleźli się też na listach Polskiej Partii Pracy – Sierpień 80. Żaden z członków KPEiR nie uzyskał mandatu w Sejmie.

### 2012
19 kwietnia 2012 szef partii Tomasz Mamiński złożył rezygnację z funkcji, a jego obowiązki przejął Tadeusz Staniewski. Doszło również do innych zmian w najwyższych władzach partii. M.in. sekretarzem generalnym KPEiR został Andrzej Pstrokoński. 31 maja Tadeusza Staniewskiego na funkcji p.o. przewodniczącego zastąpił Wojciech Kornowski, a wybory nowych władz przewidziano na 20 września. Liderem partii ponownie został Tadeusz Staniewski, a Wojciech Kornowski wraz z grupą działaczy (m.in. Andrzejem Aumillerem i dotychczasowym wiceszefem KPEiR Andrzejem Kiselką) założył Partię Emerytów Rencistów Rzeczypospolitej Polskiej (istniejącą formalnie do 2017). KPEiR nawiązała w listopadzie bliską współpracę z SLD.

### 2014
W 2014 KPEiR podpisała porozumienie o ścisłej współpracy z SLD, jednak jej działacze nie znaleźli się na listach wyborczych do Europarlamentu. 7 maja na szefa KPEiR ponownie wybrany został Tomasz Mamiński. W wyborach samorządowych 16 listopada KPEiR była, wraz z Sojuszem Lewicy Demokratycznej i Unią Pracy, członkiem koalicji SLD Lewica Razem, z ramienia której wystawiła kandydatów na radnych na różnych szczeblach.

### 2015
W wyborach parlamentarnych w 2015 kilku działaczy KPEiR kandydowało do Sejmu z list Zjednoczonej Lewicy, która nie uzyskała mandatów.

### 2018
W czerwcu 2018 KPEiR była wśród organizacji reaktywujących koalicję SLD Lewica Razem, choć wcześniej (w maju) na Podkarpaciu przyłączyła się do Koalicji Obywatelskiej. We wrześniu partia związała się z KO na poziomie ogólnopolskim, deklarując start z jej list (do czego nie doszło).

### 2019
W wyborach do Parlamentu Europejskiego w 2019 ugrupowanie nie wystartowało. W wyborach parlamentarnych w 2019 partia zarejestrowała własny komitet wyborczy, jednak również nie wzięła w nich udziału.

### Od 2020
W wyborach prezydenckich w 2020 KPEiR poparła Waldemara Witkowskiego, przewodniczącego UP. W późniejszych wyborach (parlamentarnych, samorządowych i europejskich) partia nie brała udziału.

## Program
KPEiR skupia się w zasadzie wyłącznie na ochronie ekonomicznej emerytów i rencistów. Deklaruje brak poglądów światopoglądowych, określając się jako ogólnonarodowa partia środka. Poglądy ekonomiczne sprowadzają się do poglądów lewicowych z naciskiem na sprawiedliwość społeczną. Mimo tego popiera wolny rynek oraz własność prywatną.